# Lormanje
Lormanje je naselje v Občini Lenart.
Naselje ima gručasto jedro, ki leži na nizki terasi v dnu Pesniške doline, jugozahodno od Lenarta. Višja uravnava Polena je skrbno obdelana, mokrotni svet ob reki Pesnici pa je travnat. Zahodno od vasi je velik gozd Črni les v katerem stoji znamenje Črni Križ, pod gozdom se rasprostira Komarniško jezero. V bližini glavne ceste Maribor-Murska Sobota je manjši izvir slatine, na njivah nad potokom Globovnico pa so ostanki antičnih stavb. Kraj se prvič omenja leta 1398. V kraju se nahaja počivališče na avtocesti A5.